# 泛生牆蘚
泛生牆蘚（学名：Tortula muralis）为蔓蘚科牆蘚屬下的一个种。